# Ariamenes
Ariamenes (* vor 522 v. Chr.; † 480 v. Chr. bei Salamis) war ein Angehöriger der persischen Achämenidendynastie im 5. vorchristlichen Jahrhundert. Er war der zweite der drei ältesten Söhne des Großkönigs Dareios I. aus dessen ersten Ehe mit einer Tochter des Gobryas. Seine Vollbrüder waren Artobazanes († vor 485 v. Chr.) und Ariabignes († 480 v. Chr.).
Von seinem Vater war Ariamenes als Satrap in Baktrien eingesetzt worden. Obwohl er der älteste lebende Sohn war, konnte er beim Tod des Vaters 485 v. Chr. nicht dessen Nachfolger auf dem persischen Thron werden, da dieser von seinem jüngeren Halbbruder Xerxes I. eingenommen wurde. Die Anhänger des Xerxes, darunter Artaphernes, rechtfertigten dessen Thronfolge unter Hinweis auf die Tatsache, dass dieser ein Enkel des Kyros II. und außerdem „purpurgeboren“ war, also nach der Thronbesteigung des Vaters geboren wurde, während Ariamenes und seine Brüder davor geboren waren. Ariamenes zog darauf von Baktrien nach Medien, doch blieb ein Bruderkampf aus, da er das Königtum seines Bruders schließlich doch anerkannte, nachdem er von ihm mit Geschenken bedacht und in die Würde „des Größten (mathišhta) an seinem [Xerxes I.] Hof“ einsetzt worden war.
Wahrscheinlich war Ariamenes mit dem von Herodot erwähnten Arsamenes identisch, der bei der Invasion Griechenlands 480 v. Chr. die Aufgebote der Utier und Myker anführte. Wie sein Vollbruder Ariabignes fiel er noch im selben Jahr in der Seeschlacht von Salamis; sein Leichnam wurde von Artemisia geborgen und an Xerxes übergeben.
Die Person des Ariamenes wird in der Forschung gelegentlich mit dem von Herodot erwähnten Prinzen Masistes (Mathišhta) gleichgesetzt, der ebenfalls ein Bruder des Xerxes I. war, sich mit diesem allerdings erst nach 480 v. Chr. verfeindete und im unterlegenen Kampf getötet wurde.